# اتو لودولتر (ورزشکار)
اتو لودولتر (انگلیسی: Otto Leodolter; ۱۸ مارس ۱۹۳۶ – ۱۶ دسامبر ۲۰۲۰) اسکی‌باز پرش اهل اتریش بود.